# NGC 4796
NGC 4796 est une galaxie elliptique compacte située dans la constellation de la Vierge. Sa vitesse par rapport au fond diffus cosmologique est de 2 728 ± 71 km/s, ce qui correspond à une distance de Hubble de 40,2 ± 3,0 Mpc (∼131 millions d'al). NGC 4796 a été découverte par l'astronome allemand Albert Marth en 1865.
Selon Abraham Mahtessian, NGC 4795 et NGC 4796 forment une paire de galaxies. La distance entre ces deux galaxies est d'environ 18 millions d'années-lumière et il pourrait donc s'agir d'une paire purement optique. Cependant, considérant les incertitudes sur les distance, il se pourrait que ce soit une paire physique. D'ailleurs, le professeur Seligman mentionne que NGC 4796 est déformé par son interaction avec NGC 4796 et que ces deux galaxies pourraient en former une seule dans le futur.